# B・イン・ザ・ミックス
『B・イン・ザ・ミックス』（B in the Mix: The Remixes）は、ブリトニー・スピアーズのリミックス・アルバムである。北米で2005年11月22日にリリースされた。日本では2005年11月28日にリリース。

## トラックリスト
1. トキシック（PETER RAUHOFER RECONSTRUCTION MIX EDIT）
2. ミー・アゲインスト・ザ・ミュージック（JUSTICE REMIX）
3. タッチ・オブ・マイ・ハンド（BILL HAMEL REMIX）
4. ブリーズ・オン・ミー（JACQUES LU CONT'S THIN WHITE DUKE MIX）
5. アイム・ア・スレイヴ・フォー・ユー（DAVE AUDE SLAVE DRIVER MIX）
6. アンド・ゼン・ウィー・キス（JUNKIE XL REMIX）
元々は『イン・ザ・ゾーン』か『オリジナル・ドール』用に制作された楽曲。2011年の9月に原曲バージョンがリークされた。
7. エヴリタイム（VALENTIN REMIX）
8. アーリー・モーニング（JASON NEVINS REMIX）
9. サムデイ (アイ・ウィル・アンダースタンド)（HI BIAS SIGNATURE RADIO REMIX）
10. ...ベイビー・ワン・モア・タイム（DAVIDSON OSPINA 2005 REMIX）
11. ドント・レット・ミー・ビー・ザ・ラスト・トゥー・ノウ（HEX HECTOR CLUB MIX EDIT）
12. ストロンガー（MAC QUAYLE MIXSHOW EDIT）
13. アイム・ノット・ア・ガール、・ノット・イェット・ア・ウーマン（METRO REMIX）
14. サムデイ (アイ・ウィル・アンダースタンド)（GOTA RE-MIX FEAT.MCU）